# Fenestrulina pulchra
Fenestrulina pulchra är en mossdjursart som beskrevs av Gordon 1984. Fenestrulina pulchra ingår i släktet Fenestrulina och familjen Microporellidae. Inga underarter finns listade i Catalogue of Life.